# مارلين نوري
مارلين نوري هي ممثلة كندية، ولدت في 4 أكتوبر 1957 في كندا.

## أعمال

### أفلام
- (2012) بوسشن[1]
- (2013) قرون[2]
- (2016) العملاق الودود الضخم[3][4]

## وصلات خارجية
- مارلين نوري على موقع IMDb (الإنجليزية)
- مارلين نوري على موقع ألو سيني (الفرنسية)
- مارلين نوري على موقع أول موفي (الإنجليزية)
- مارلين نوري على موقع قاعدة بيانات الأفلام السويدية (السويدية)
- مارلين نوري على موقع قاعدة بيانات الفيلم (الإنجليزية)
- مارلين نوري على موقع كينوبويسك (الروسية)